# دجوي
دجوي إحدى قرى مركز بنها التابع لمحافظة القليوبية بجمهورية مصر العربية.

## التاريخ
ذكرها علي مبارك في كتابه الخطط التوفيقية باسم "دجوه"، وذكر أنها من قرى مديرية القليوبية.

## البنية التحتية
كانت تعاني القرية عدم توافر خدمة الصرف الصحي، ممَّا يهدِّد بحدوث كارثة بيئية وصحية في القرية.

## السكان
بلغ عدد سكان دجوي 14,882 نسمة، حسب الإحصاء الرسمي لعام 2006.